# Chuhuiv (huyện)
Huyện Chuhuiv (tiếng Ukraina: Чугуївський район, chuyển tự: Chuhuivs’kyi raion) là một huyện của tỉnh Kharkiv thuộc Ukraina. Huyện Chuhuiv có diện tích 1149 kilômét vuông, dân số theo điều tra dân số ngày 5 tháng 12 năm 2001 là 50945 người với mật độ 44 người/km2. Trung tâm huyện nằm ở Chuhuiv.